# 马尔科·曼格尼

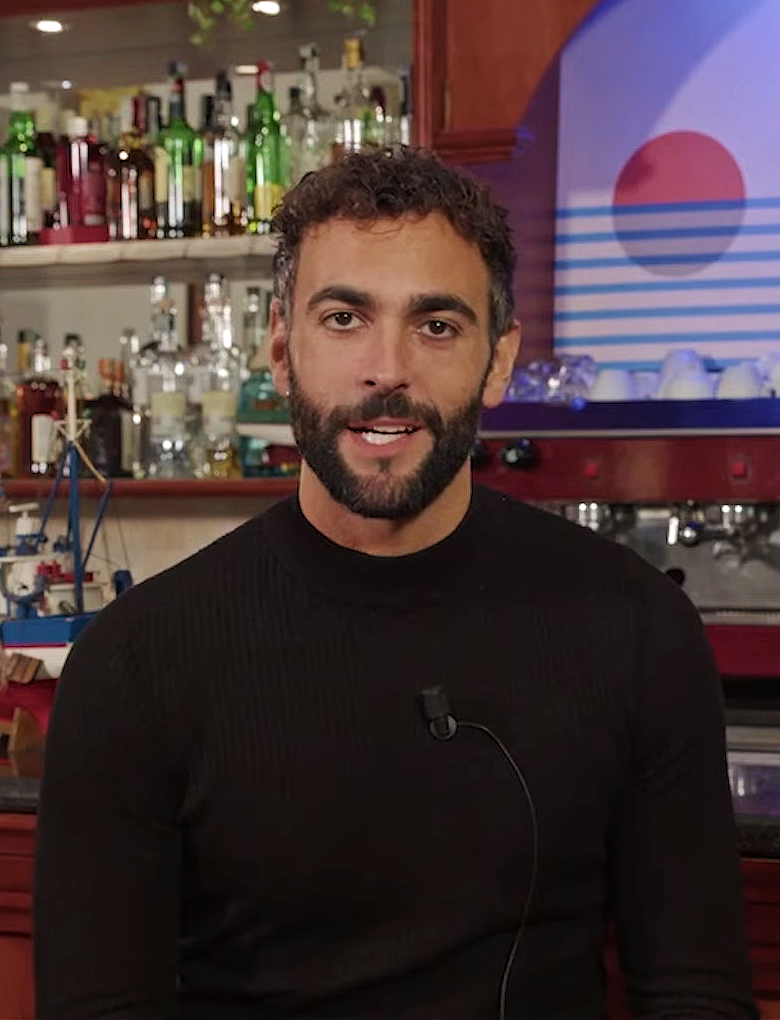
2023年时的曼格尼

马尔科·曼格尼（1988年12月25日—），意大利流行乐歌手及词曲家。他成名于2009年意大利达人秀X Factor第三季的冠军。自此后他在意大利的唱片销售量达到280万张，连续七次占据意大利唱片排行榜，并15次进入意大利单曲排行榜。他在2013年和2023年两次赢得聖雷莫音樂節的冠军。